# سیارک ۶۰۱۰
سیارک ۶۰۱۰ (به انگلیسی: 6010 Lyzenga، نامگذاری:1990OE) شش هزار و دهمین سیارک کشف شده‌است که در ۱۹ ژوئیه ۱۹۹۰ کشف شد.
قدر مطلق سیارک برابر ۱۲٫۹۰ است.